# Litoria staccato
Espèce
Statut de conservation UICN

 LC  : Préoccupation mineure
Litoria staccato est une espèce d'amphibiens de la famille des Pelodryadidae.

## Répartition
Cette espèce est endémique du Kimberley en Australie-Occidentale,.

## Description
Les mâles mesurent de 29 à 33 mm et les femelles de 35,5 à 36,5 mm.

## Étymologie
Cette espèce est nommée en référence au Staccato en raison du son d'avertissement des mâles.

## Publication originale
- Doughty & Anstis, 2007 : A new species of rock-dwelling hylid frog (Anura:Hylidae) from the eastern Kimberley region of Western Australia. Records of the Western Australian Museum, vol. 23, p. 241-257 (texte intégral).